# Voces Morenas
Voces Morenas es un grupo musical femenino de género folclórico boliviano. 

## Historia
El grupo nació el 11 de octubre de 2001 en La Paz, fecha en la que se recuerda el día de la Mujer Boliviana. Bajo la dirección de Nancy Pomier, ex-fundadora y directora del grupo femenino Bolivia. Quien interpreta el charango y realiza la tercera voz, entre otra de las integrantes se encuentran también como Roxana Piza, en la guitarra y segunda voz, Tania Peredo, vientos y contra alto, Irene Pomier en vientos, Rossana Marín, primera voz y percusión, Mabel Mendoza, teclado y Flor Isabel Villarroel en la primera guitarra. Su nombre artístico, anteriormente eran conocidas como Corazones de mi tierra o Corazones de Bolivia, lo cual para el grupo representaba el trabajo musical de las ocho voces de las integrantes.
El principal objetivo del grupo, hasta la fecha, es de reindivicar a la juventud femenina, como el difundir, crear escuelas y formar equipos para abrir nuevos caminos para nuevos valores. También otro objetivo es de preservar la identidad cultural y aportar el patrimonio cultural de Bolivia. Entre sus temas musicales de este grupo musical folklórico se destacan sus siguientes éxitos como: "Lanza tus sueños al Amor", "Solo y explotado" de Irene Pomier, "Amor equivocado" de Óscar Castro, "Matecito del Olvido" de Andrés Rojas, "Tus engaños y mentiras" de Edwin Tapia y entre otros inéditos.
En el año 2023 se refundó y se relanzó el grupo a cargo de la directora Blanca Piza  y la dirección musical de Erick Pérez y Luis Aguilar. 

## Discografía
- Voces Morenas [4] - (2002)
- Nunca me olvides, nunca me dejes - (2004)
- Lanza tus sueños al Amor - (2007) [5]
- Sonríe - (2009)